# Papp Réka Kinga
Papp Réka Kinga, röviden PRK (Nyíregyháza, 1985. augusztus 10. –) magyar újságíró, rádiós műsorvezető, előadó, civil aktivista. 2018 novembere óta az Eurozine magazin főszerkesztője.

## Élete
Szülővárosában érettségizett, majd Budapestre költözött, ahol az Eötvös Loránd Tudományegyetemen magyar-média szakokon tanult, végzettsége szerint kommunikációkutató. Egy gyermek édesanyja.

## Munkái, szereplései
Újságíróként környezetvédő, jogvédő és emberi jogi témákra szakosodott, főleg webes videókat készít.
A Zöld Pók filmműhely egyik alapítója: civil szervezetekkel együttműködve készített webes videókat és kampányokat. 2013 óta nem munkatársa a Zöld Póknak, szabadúszóként dolgozik.
A Politikatörténeti Intézet kutatói ösztöndíjasaként publikált tanulmányt A moderntől a posztmodernig: 1968 tanulmánykötetben.
2010-ben a Körhinta című magazinműsort vezette a Magyar Televízióban.
2014-ben Paizs Miklóssal (Sickratman) készített közös felvételt Nukleáris reneszánsz címmel.
A Kettős Mérce állandó szerzője volt. Publikált többek között a HVG-ben is.
Gyakran szerepel az ATV politikai beszélgetős műsoraiban, a Csattban, a Hírvitában és a Havas a pályánban, valamint a Heti Hetesben (RTL II) szerepelt, illetve Schwajda Gergő A helyzet (ATV) című műsorában szokott elemezni. A Klubrádióban Professzor Paprika és a Bonyolult Dolgok címen saját műsort vezetett.
2016 júniusában Schilling Árpád mellett művészeti vezetőként dolgozott a Krétakör opera-projektjében. „A Bánk Bán: ACT” előadást a berlini Radialsystem színház operafesztiválján mutatták be magyar aktivisták részvételével.
2017. február 14-én debütált az önálló stand-up comedy estje, a Nimand a Stúdió K Színházban. Az előadás a feminista gyereknevelésről szól, zongorán Darvas Kristóf kíséri.
2017-ben a bécsi Humántudományi Kutatóintézet, az Institut für die Wissenschaftem vom Menschen ösztöndíjasa volt, a Milena Jesenská újságíróprogram vendégeként.
2017 szeptemberétől Gulyás Mártonnal (az immáron Partizán néven futó) Slejm – a torkon ragadt politika nevű YouTube-csatorna társműsorvezetője volt.
2018 óta az Eurozine főszerkesztője. Jelenleg szegénységábrázolást tanít az ELTE BTK média szakán.

## Politikai tevékenysége
A Hallgatói Hálózat mozgalom alapító tagja 2006-ban.
Több politikai performanszot mutatott be tüntetéseken: 2007-ben alapította Érsek-Obádovics Nándorral a Kárpát Kommandó Bohóchadsereget; a Kincsünk a Piac – Hunyadi tér lakossági csoporttal együttműködve készítette 2007-ben a 
Hunyadi téri vásárcsarnok kültéri standjai között előadott Millió zsebbe száll című dalát, amit 2009-ben a Jeune Création Européenne nemzetközi kiállításon is bemutattak Párizsban. (A dal Csongrádi Kata énekesnő Millió rózsaszál című 1986-os slágerének -eredetileg Alla Pugacsova Millión alih roz - politikai feldolgozása.) Címzettje a 2012-ben elhunyt Verók István, a VI. kerület korabeli MSZP-s polgármestere, aki becsületsértésért beperelte az aktivistát. A vádat a második tárgyalás után ejtették.
2011-ben a Nem Tetszik a Rendszer! tüntetésen a Hallgatói Hálózat képviseletében beszélt.
2014-ben az országgyűlési választási kampányban önkéntesként a 4K! szóvivője volt. Saját bevallása szerint jelenleg semmilyen politikai párttal nem működik együtt.
2014 nyarán a Kettős Mérce sajtószabadság-tüntetéseinek szónoka volt.
2015. január 25-én részt vett a Demokratikus Kerekasztal (DEKA) megalakuló ülésén, ahol ellenérzései mellett a női felszólalókat hiányolta, s azt fogalmazta meg, hogy egy „kemény”, szakszervezetek által támogatott pártban látja a megoldást.
2015. február 11-én több aktivistával együtt feliratokkal demonstrálva zavarták meg Rogán Antal sajtótájékoztatóját a Keleti pályaudvaron, amelyet a Fidesz frakcióvezetője a bevándorlás kérdéséről tartott. „Papp Réka Kinga és Rogán Antal tettek egymásnak gúnyos megjegyzéseket a választási sikerek és a kampány feltételeinek egyenlősége tárgyában.”
2016-2017-ben A Város Mindenkié csoport októberi lakásmeneteinek konferansziéja volt.

## Publikációi, könyvei
- Megőrizve megszüntetni: Prada Meinhof – Forradalmi esztétika és vizuális recepció[22]
- Puncipolitika I–IV. Kettős Mérce[23]
- Aki kurvának áll. Szexmunka-sztorik; Kossuth, Bp., 2017[24]